# Benedetto di Sant'Andrea del Soratte
Benedetto di Sant'Andrea, o Benedetto del Soratte, in lingua latina: Benedictus monachus (seconda metà del X secolo – XI secolo), è stato un monaco cristiano e scrittore italiano, facente parte dell'ordine benedettino, noto soprattutto come autore di un Chronicon in lingua latina.

## Biografia

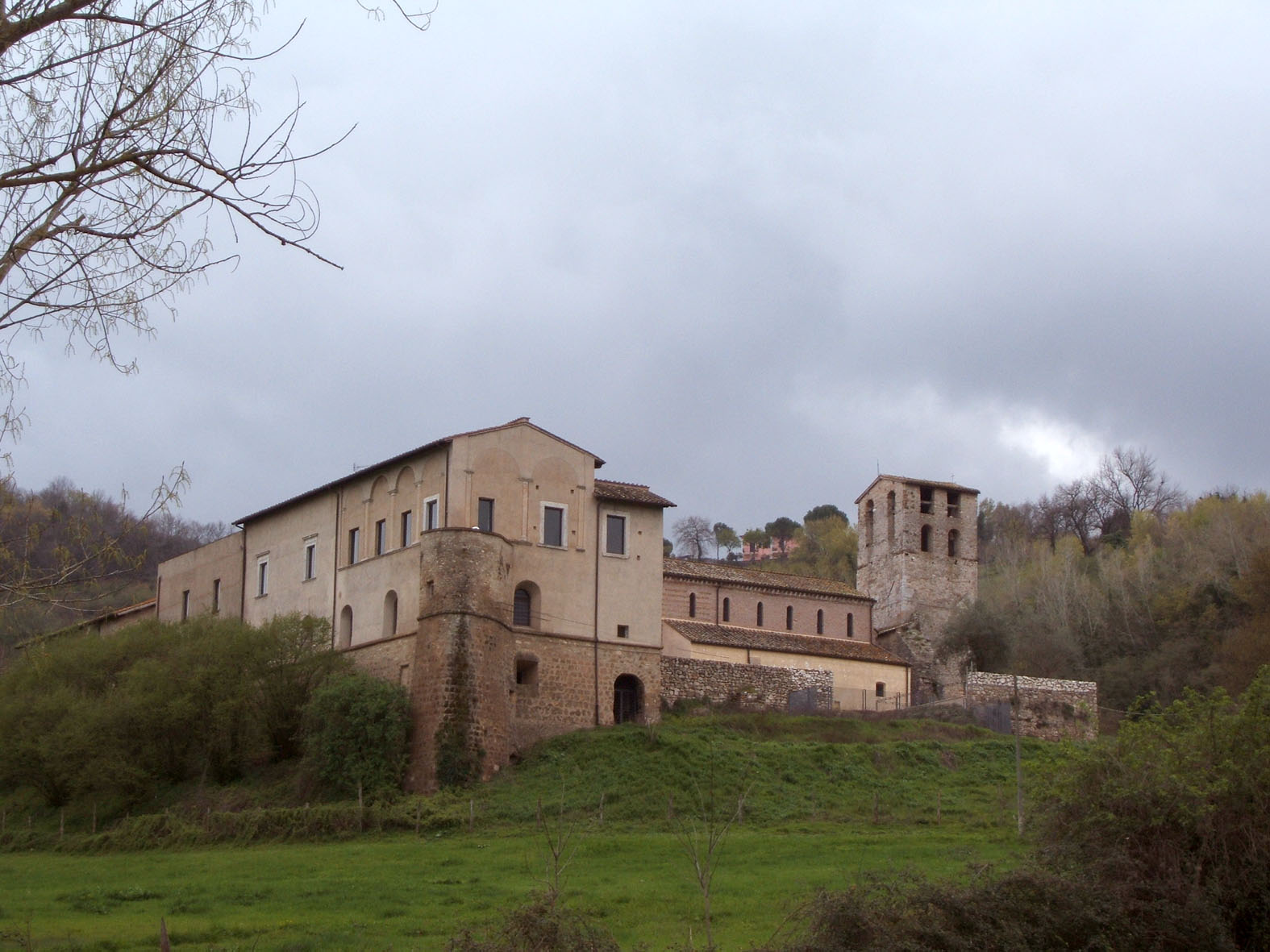
Ponzano, Monastero di sant'Andrea in Flumine

Benedetto è l'autore cui è attribuito il Chronicon, una storia del periodo compreso tra il regno di Flavio Claudio Giuliano (360) e l'anno 965, contenuta nel codice vaticano Chigiano F. IV. 75, fascicoli 1r-58v, e pubblicata per la prima volta dal Pertz nel 1839. Poiché il codice risulta mancante dei fogli iniziali e di quelli finali, si presume che il periodo storico trattato nel Chronicon dovesse andare dalla nascita di Cristo all'anno 998, data dell'arrivo a Roma di Ottone III. 

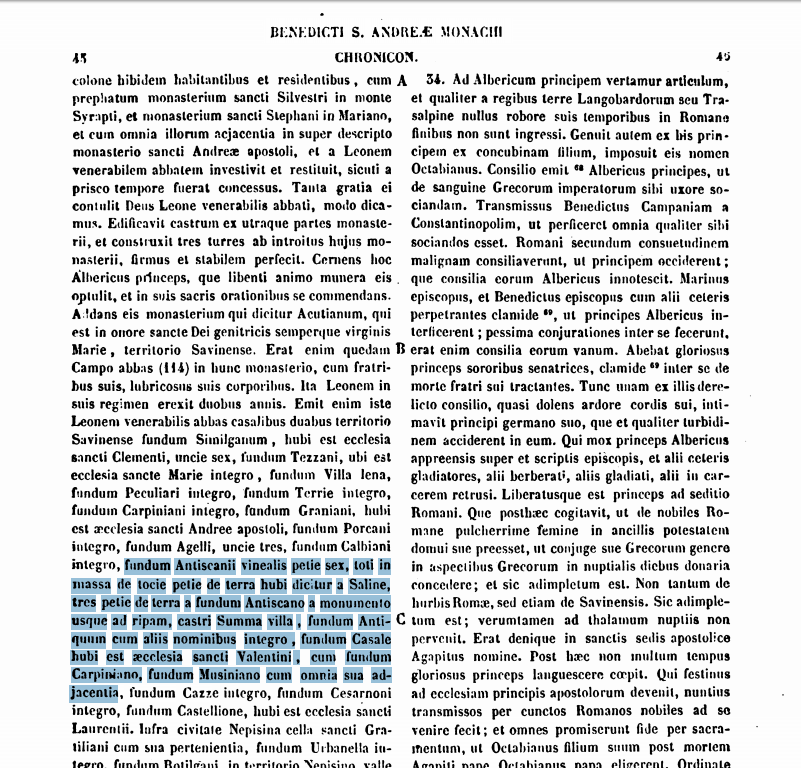
Chronicon 33 di Benedetto del Soratte p. 46, menziona Castri Summa Villa, Poggio Sommavilla.

Il nome dell'autore (Benedetto) e la sua attività (monaco) sono desunti da un passo del Chronicon ("Benedictus supplex famulus monaque"); non ne è nota invece la nazionalità. L'autore sarebbe vissuto nel monastero benedettino di Sant'Andrea in Flumine nella Valle del Tevere presso Ponzano Romano, in prossimità del Monte Soratte.
La stesura del testo sarebbe avvenuta tra il 972 e il 1000. Il latino di Benedetto è scorretto con elementi che preannunciano il volgare. È stato ipotizzato che Benedetto fosse franco, poiché cita spesso in modo lusinghiero i carolingi; l'analisi lessicale suggerisce tuttavia che l'autore fosse romano, per lo meno di ambiente, se non di nascita.
Per motivi stilistici è ritenuta errata l'attribuzione a Benedetto del Libellus de imperatoria potestate in urbe Roma, fatta in precedenza dal Pertz. In base all'analisi degli errori, Johannes Kunsemüller ha ipotizzato, nella sua tesi di dottorato, che Benedetto fosse nato in una famiglia franca dell'Alta Italia. Egli, inoltre, doveva essersi stabilito a Roma da molto tempo e probabilmente dettò la sua opera a un amanuense distratto e ignorante.